# Gorsachius leuconotus
La nitticora dorsobianco (Gorsachius leuconotus (Wagler, 1827)) è un uccello della famiglia degli Ardeidi, diffuso nell'Africa subsahariana.

## Distribuzione e habitat
La specie ha un areale molto ampio che comprende Angola, Benin, Botswana, Burkina Faso, Burundi, Camerun, Repubblica del Congo, Repubblica Democratica del Congo, Costa d'Avorio, Guinea Equatoriale, Etiopia, Gabon, Gambia, Ghana, Guinea-Bissau, Kenya, Liberia, Malawi, Mali, Mozambico, Namibia, Nigeria, Senegal, Sierra Leone, Sudafrica, Sud Sudan, Sudan, Swaziland, Tanzania, Togo, Uganda, Zambia e Zimbabwe.